# Meliola clerodendricola
Meliola clerodendricola är en svampart som beskrevs av Henn. 1898. Meliola clerodendricola ingår i släktet Meliola och familjen Meliolaceae.   Inga underarter finns listade i Catalogue of Life.